# Setra S 431 DT
De Setra S 431 DT is een dubbeldeks-touringcarmodel, geproduceerd door de Duitse busfabrikant Setra. Dit model bus is in 2001 geïntroduceerd.

## Inzet
Dit type bus wordt veelal ingezet bij touringcarbedrijven voor toerisme, maar ook bij verschillende openbaarvervoerbedrijven voor onder andere internationale buslijnen en HOV-lijnen. In Luxemburg wordt de bus ingezet door enkele busbedrijven voor het openbaar vervoer. In Nederland wordt de bus onder andere ingezet voor een IC Bus verbinding tussen Antwerpen en Düsseldorf Airport via Eindhoven en Düsseldorf. In Duitsland wordt of werd dit type bus ook ingezet op verschillende IC Bus verbindingen.
| Bedrijf             | Serie                   | Aantal    | Inzet | Opmerking                                                                                                |
| Luxemburg           | Luxemburg               | Luxemburg | Luxemburg | Luxemburg                                                                                                |
| ------------------- | ----------------------- | --------- | --- | --- |
| Demy Schandeler     | DC1026                  | 1         | Streekvervoer | "Spring Toscani Edition"                                                                                 |
| Demy Schandeler     | DC1032                  | 1         | Streekvervoer | "Greyfather Edition"                                                                                     |
| Demy Schandeler     | DC1107                  | 1         | Streekvervoer | Buiten dienst                                                                                            |
| Voyages Emile Weber | 45                      | 1         | Streekvervoer | Werd in 2004 gestolen in Parijs.                                                                         |
| Voyages Emile Weber | 54-56                   | 3         | Streekvervoer | |
| Voyages Emile Weber | 60-63                   | 4         | Streekvervoer | |
| Voyages Emile Weber | 78-81                   | 4         | Streekvervoer | |
| Voyages Emile Weber | 90-94                   | 5         | Streekvervoer | Buiten dienst                                                                                            |
| Voyages Emile Weber | 512                     | 1         | Streekvervoer | Buiten dienst                                                                                            |
| Voyages Emile Weber | 514-516                 | 3         | Streekvervoer | Oorspronkelijke bussen 515 en 516 zijn in 2010 en 2011 uit dienst gegaan en vervangen door nieuwe bussen |
| Voyages Sales-Lentz | SL3430 - SL3432         | 3         | Streekvervoer | |
| Voyages Vandivit    | VV2032-VV2033           | 2         | Streekvervoer | |
| Voyages Vandivit    | VV2037-VV2039           | 3         | Streekvervoer | |
| Voyages Vandivit    | VV2068                  | 1         | Streekvervoer | |
| Voyages Vandivit    | VV2074                  | 1         | Streekvervoer | |
| Voyages Vandivit    | VV2082-VV2084           | 3         | Streekvervoer | |
| Voyages Vandivit    | VV2098-VV2099           | 2         | Streekvervoer | |
| Nederland           |                         |           | | |
| Arriva              | 281-285 (Bouwjaar 2009) | 5         | - IC Bus-verbinding (London Victoria station)-Antwerpen-Eindhoven-Düsseldorf - IC Bus-verbinding Düsseldorf-Roermond-Brussel | Tweedehandsbussen afkomstig van een Duitse IC Bus-verbinding. Dragen het logo en kleurstelling van DB    |
| Arriva              | 286-290 (Bouwjaar 2014) | 5         | - IC Bus-verbinding (London Victoria station)-Antwerpen-Eindhoven-Düsseldorf - IC Bus-verbinding Düsseldorf-Roermond-Brussel | Tweedehandsbussen afkomstig van een Duitse IC Bus-verbinding. Dragen het logo en kleurstelling van DB    |
| BAB-VIOS            | 134                     | 1         | | |
| Bakker Travel       | 139                     | 1         | Tourvervoer | |
| Besseling Travel    | 72                      | 1         | - Tourvervoer - De 75 en 76 worden ingezet voor FlixBus en dragen ook de kleurstelling en logo van FlixBus                   | |
| Besseling Travel    | 74-77                   | 4         | - Tourvervoer - De 75 en 76 worden ingezet voor FlixBus en dragen ook de kleurstelling en logo van FlixBus                   | |
| Doornbos            | 22-BFL-2                | 1         | Tourvervoer | |
| Excellent Tours     | BT-BZ-05                | 1         | Tourvervoer | |
| Hellingman          | 160                     | 1         | Tourvervoer | |
| De Jong Tours       | 781                     | 1         | Tourvervoer | |
| Juijn               | BX-PT-01                | 1         | Tourvervoer | |
| Krol Reizen         | BV-ZF-44                | 1         | Tourvervoer | |
| South West Tours    | 94                      | 1         | Tourvervoer | |
| Triomf Tours        | 71-BDN-5                | 1         | Tourvervoer | |
| Zwaluw Reizen       | 27                      | 1         | Tourvervoer | |

## Verwante bustypen

### ComfortClass

#### 400-serie
- S 415 GT - 12 meter uitvoering (2 assen)
- S 415 GT-HD - 12 meter verhoogde uitvoering (2 assen)
- S 416 GT - 13 meter uitvoering (2 assen)
- S 416 GT-HD - 13 meter verhoogde uitvoering (3 assen)
- S 416 GT-HD/2 - 13 meter verhoogde uitvoering (2 assen)
- S 417 GT-HD - 14 meter verhoogde uitvoering (3 assen)
- S 419 GT-HD - 15 meter verhoogde uitvoering (3 assen)

#### 500-serie
- S 511 HD - 11 meter verhoogde uitvoering (2 assen)
- S 515 HD - 12 meter verhoogde uitvoering (2 assen)
- S 515 MD - 12 meter uitvoering (2 assen)
- S 516 HD - 13 meter verhoogde uitvoering (3 assen)
- S 516 HD/2 - 13 meter verhoogde uitvoering (2 assen)
- S 516 MD - 13 meter uitvoering (3 assen)
- S 517 HD - 14 meter verhoogde uitvoering (3 assen)
- S 519 HD - 14 meter verhoogde uitvoering (3 assen)

### TopClass

#### 400-serie
- S 411 HD - 10 meter uitvoering (2 assen)
- S 415 HD - 12 meter uitvoering (2 assen)
- S 415 HDH - 12 meter verhoogde uitvoering (3 assen)
- S 416 HDH - 13 meter verhoogde uitvoering (3 assen)
- S 417 HDH - 14 meter verhoogde uitvoering (3 assen)

#### 500-serie
- S 515 HDH - 12 meter uitvoering (3 assen)
- S 516 HDH - 13 meter uitvoering (3 assen)
- S 517 HDH - 14 meter uitvoering (3 assen)
- S 531 DT - 14 meter uitvoering (3 assen, dubbeldeks)